# Adiantum peruvianum
Adiantum peruvianum là một loài thực vật có mạch trong họ Adiantaceae. Loài này được Klotzsch miêu tả khoa học đầu tiên năm 1844.

## Hình ảnh

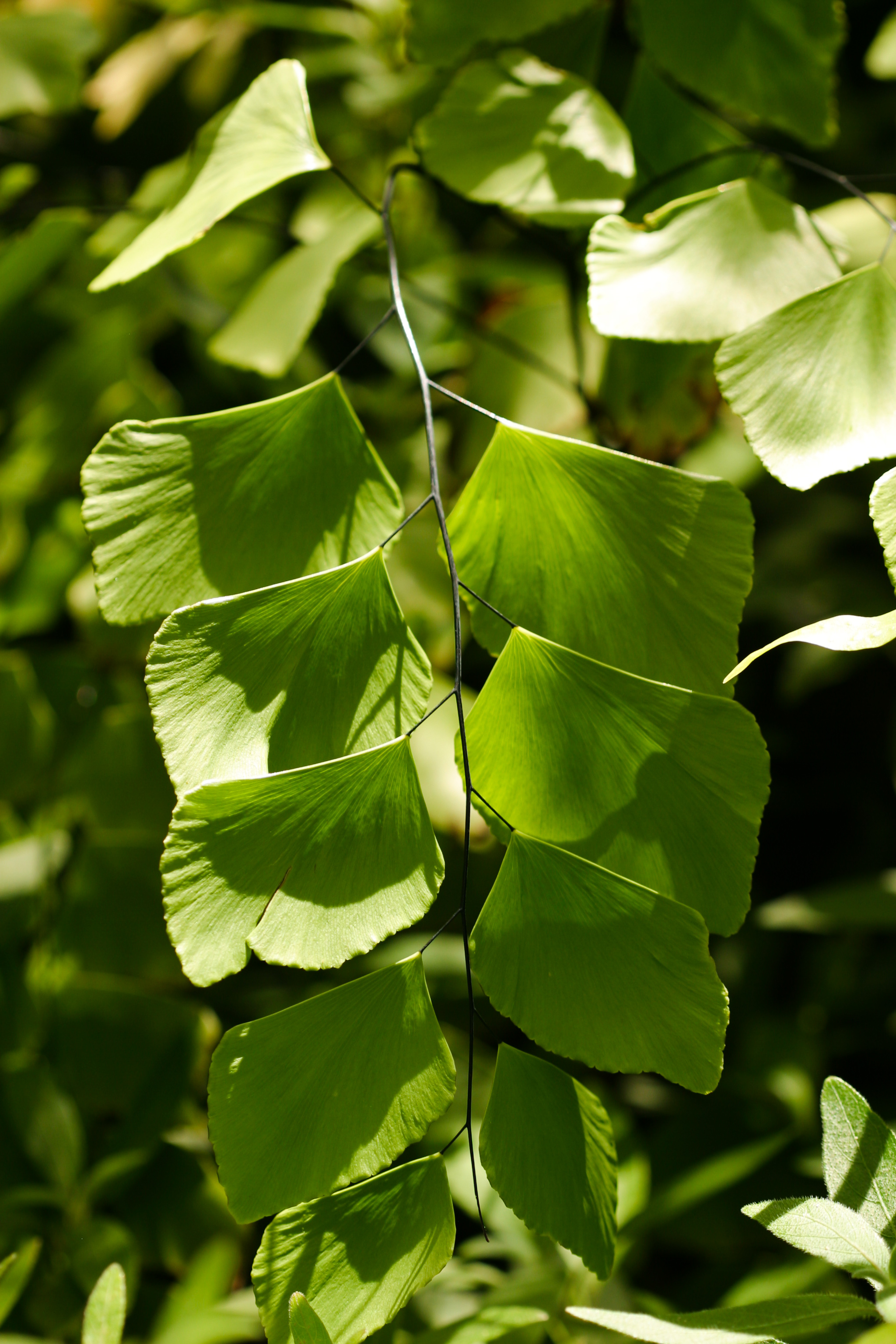
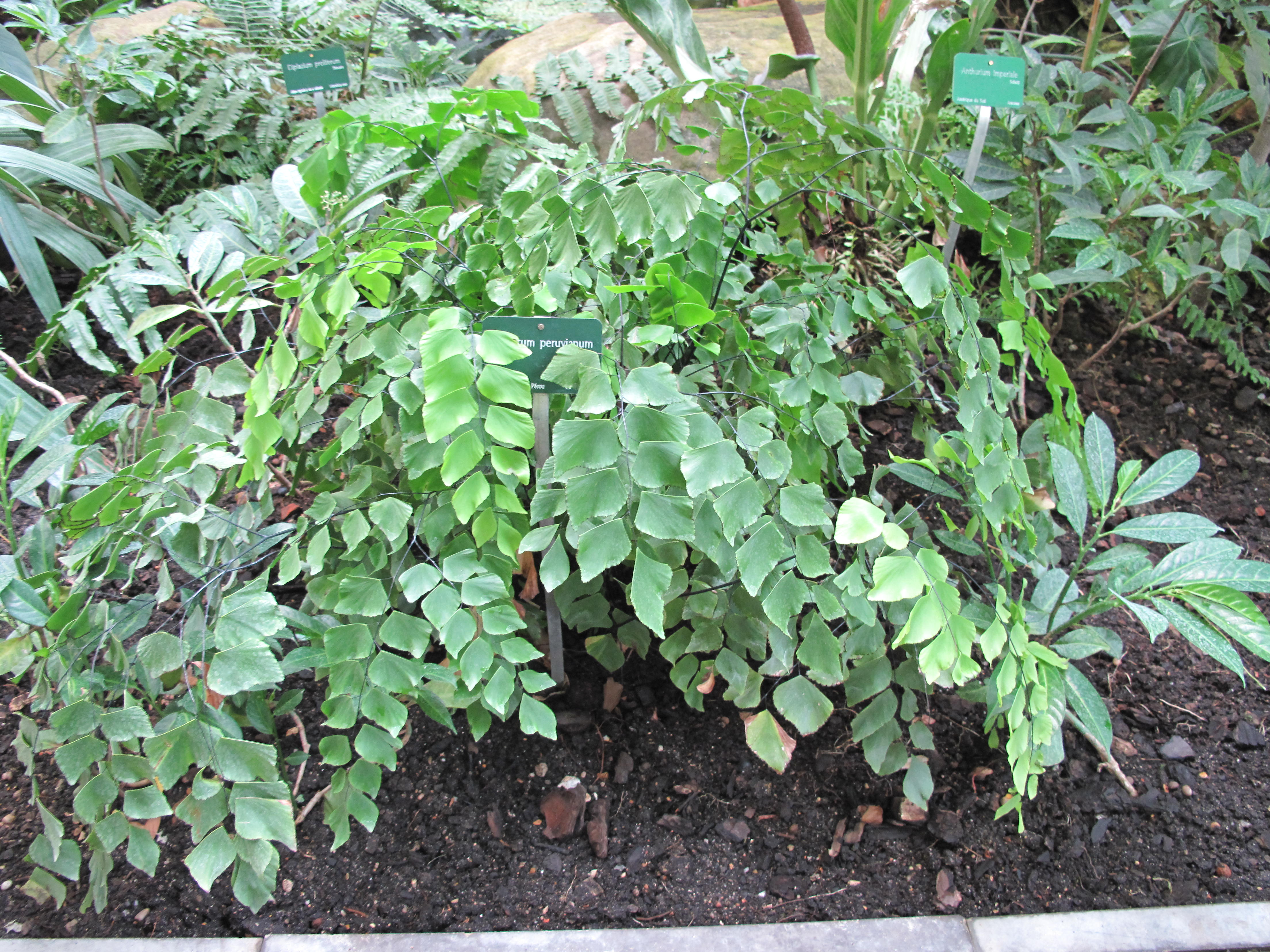
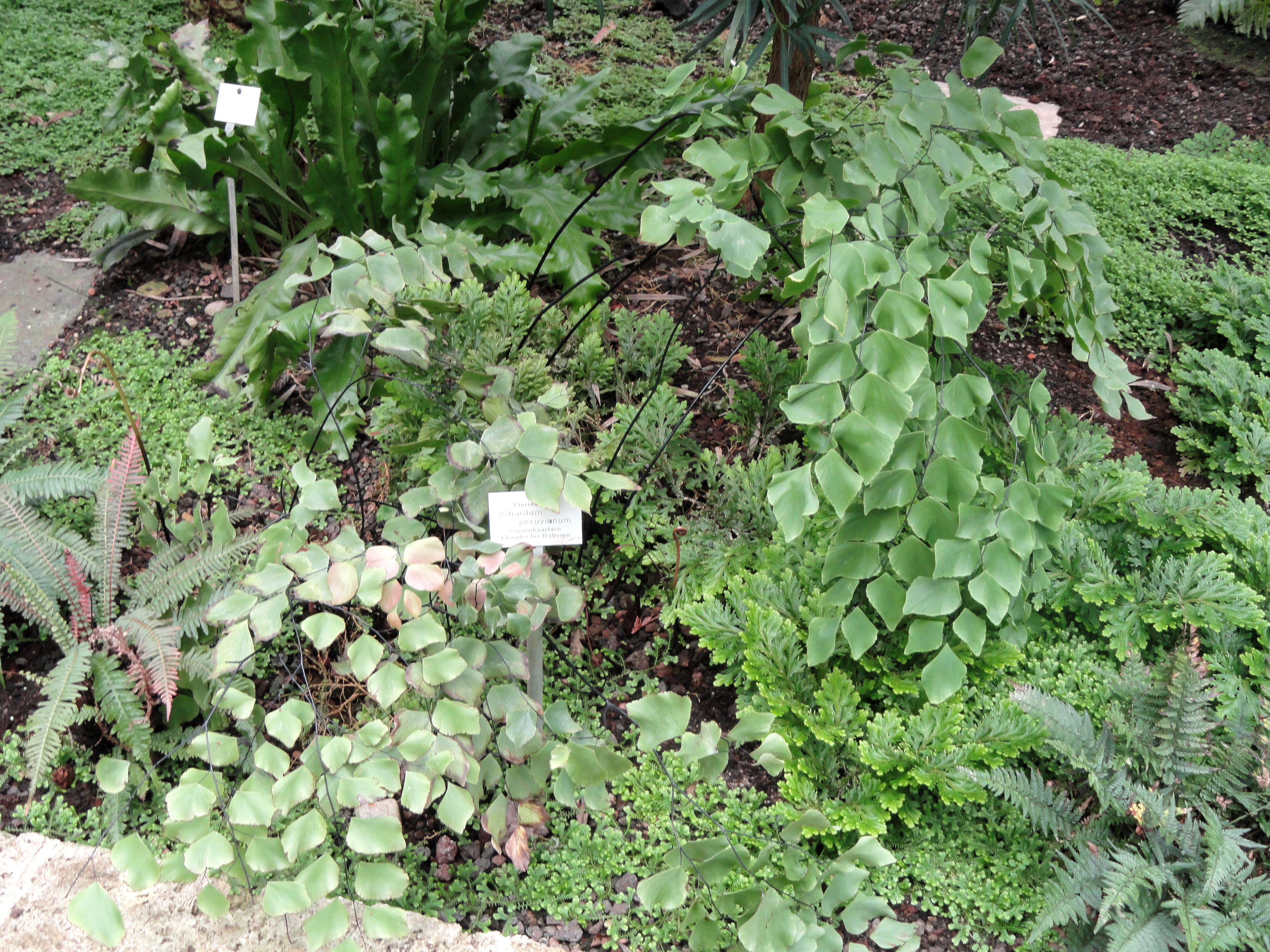
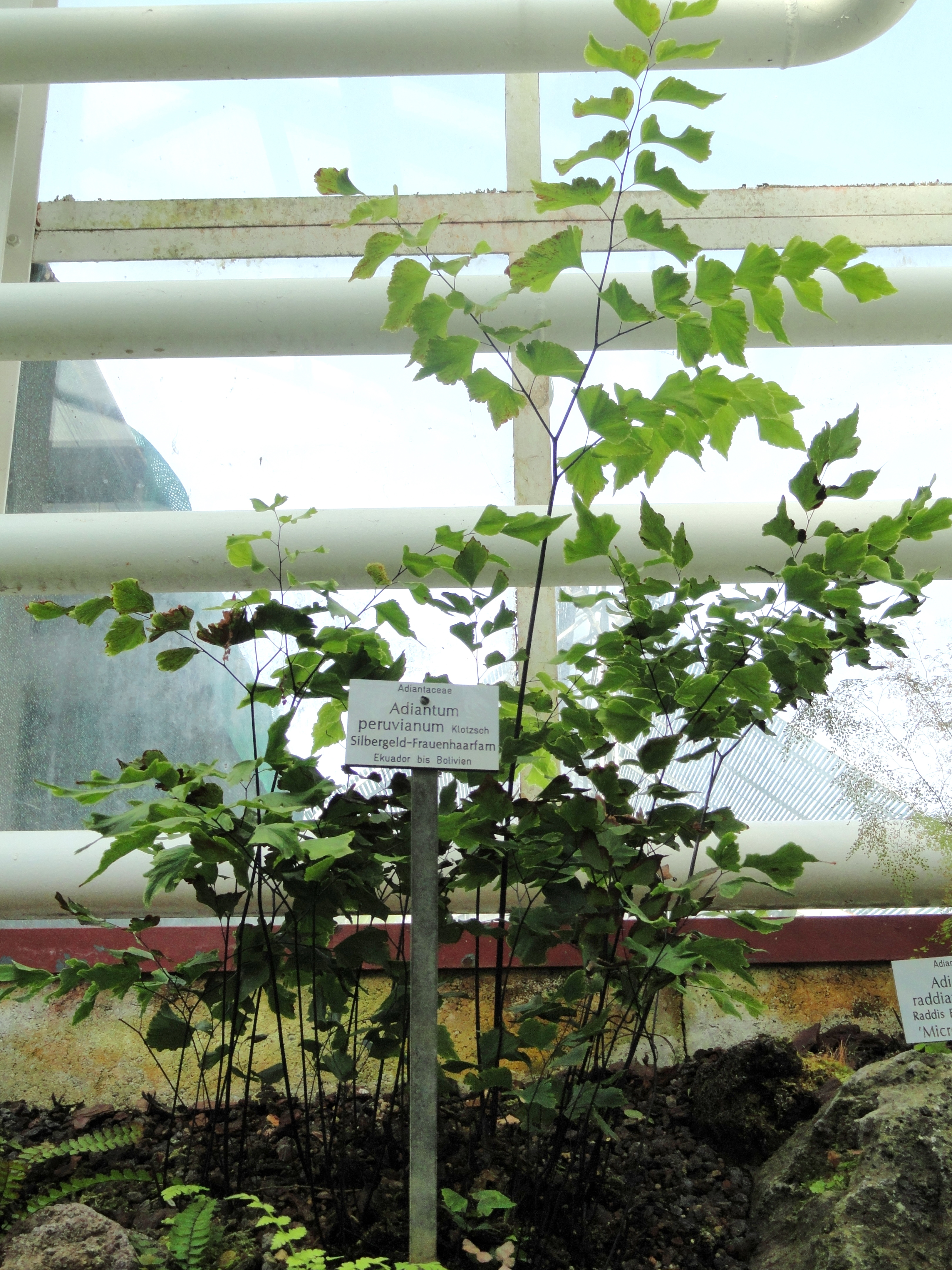